# Comunismo no Brasil
O comunismo no Brasil está presente, desde o século XX, como uma vertente de pensamento e ação política, consubstanciada em movimentos sociais, na atuação de partidos políticos e na produção intelectual de diversos autores marxistas. Atualmente, há, no Brasil, cinco partidos que se assumem comunistas: o Partido Comunista Brasileiro (PCB) e sua ala juvenil União da Juventude Comunista (UJC), o Partido Comunista do Brasil (PCdoB), o Partido Socialista dos Trabalhadores Unificado (PSTU), o Partido da Causa Operária (PCO) e a Unidade Popular pelo Socialismo (UP),[carece de fontes?] partidos que tem o punho erguido, a foice e o martelo, e heráldicas comunistas, como seus símbolos.

## Princípio
O movimento foi influenciado desde o fim do século XIX pela chegada de ideias anarquistas no Brasil chegando ao auge com a greve geral de 1917, depois cresceu com a fundação do Partido Comunista - Seção Brasileira da Internacional Comunista (PCB) em 1922. até a sua consolidação na luta contra o fascismo no período entreguerras, a repressão durante do governo de Getúlio Vargas depois da Intentona Comunista de 1935, o seu apoio clandestino ao envolvimento brasileiro na Segunda Guerra Mundial e a sua reconstrução progressiva e gradual na Bahia em torno de intelectuais em sua maioria baianos e nordestinos em geral como Jorge Amado, Carlos Marighella, Aristeu Nogueira, Diógenes Arruda Câmara, Leôncio Basbaum, Alberto Passos Guimarães, Maurício Grabois, Graciliano Ramos, Osvaldo Peralva e Armênio Guedes até uma nova proibição durante do governo Eurico Gaspar Dutra durante o auge da sua influência no sindicalismo seja ele rural ou urbano e também no funcionalismo público havendo o racha do Partido em 1962 por conta de uma fração maoista. Discordando das diretrizes do partido de buscar a revolução urbana-burguesa como prioridade em detrimento da oposição inegociável ao governo questionada a princípio por pessoas como Jacob Gorender e voltando a legalidade durante o governo de Jânio Quadros quando o Partido se recusa a se valer da violência para alcançar seus objetivos políticos.

## Golpe de 64 e abertura política

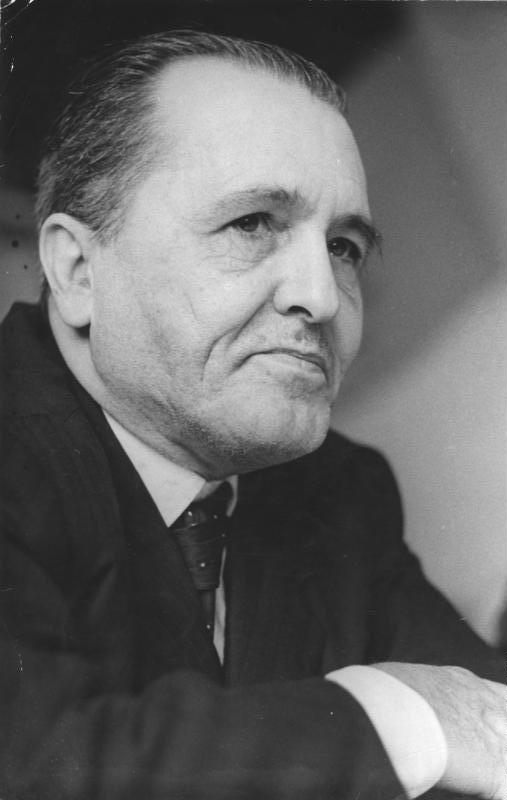
Luis Carlos Prestes (1898-1990)

Durante a ditadura militar e o AI-5, o PCB da linha soviética de maneira tardia e despreparada organizou um congresso e decidiu em 1967 que apoiaria a articulação das manifestações contra a lei marcial enquanto o PCdoB estava articulando a guerrilha, sendo que durante o governo militar de 1974 a 1976, prenderam quase 700 militantes infiltrados e mataram mais de 20 dirigentes comunistas de alto escalão, obrigando o Partido a solução da clandestinidade e do exílio, sendo que Luís Carlos Prestes se afasta da direção do partido, passando o comando para o Giocondo Dias. Mesmo com a abertura política de João Figueiredo, houve detenções de comunistas que estavam viajando para a União Soviética quando voltavam.  A dramaturgia, o roteiro de novelas e o cinema brasileiros foram fortemente influenciados por autores comunistas militantes, apesar da falta de experiência de seus militantes, a vigilância dos membros soltos pela polícia durante os tempos de perseguição e a desconexão dos exilados com relação à realidade do terreno. Apesar da repressão durante a ditadura militar, havia uma forte penetração de comunistas no sindicalismo como no caso da VW que era a maior empresa do país na época. Durante a campanha das diretas já, o PCB apoiou firmemente o movimento social em pauta e quando começaram as greves de 1978-1980 no ABC Paulista, o Partido dos Trabalhadores (PT) cresceu as custas de uma fraca reflexão histórica, política e metodológica do Brasil, lideranças inexperientes sejam elas marxistas ou não e de um PCB fraco que não se adaptou as mudanças. A medida que nos anos 90 o PT vai galgando cargos em governos estaduais e municipais, ele se cede as ferramentas da política tradicional e desilude seus antigos membros comunistas restantes que desligam-se dele criando assim uma nova tradição social-democrata voltada para países dependentes do Primeiro Mundo. Nos anos 90, parte da direção tentou eliminá-lo por votação de não filiados, mas não conseguiu.

### Controvérsias
Segundo o historiador Rodrigo Patto Sá Motta, doutor em história pela USP e professor do Departamento de História da UFMG, o Brasil nunca esteve perto do comunismo, nem mesmo em 1964, ano de início da ditadura militar no Brasil. Numa entrevista, afirmou:
| “                        | Se o regime político instaurado em 1964 era popular e tinha apoio majoritário da população, por que diabos necessitou de mecanismos autoritários para se manter no poder?". E completa: “Consideremos por um momento, apenas para construir raciocínio hipotético, que havia séria ameaça comunista e a intervenção militar visava defender a democracia contra o totalitarismo (reitero que considero tais argumentos sem fundamento). Se assim fosse, qual a justificativa, então, para terem instalado uma ditadura e se aboletarem no poder durante duas décadas? Porque não entregaram o poder aos civis depois de derrotada a “ameaça | ” |
| — Rodrigo Patto Sá Motta | |   |

O historiador afirma ainda que a ideia de dizer que houve tais ameaças seria para intensificar uma campanha de grupos de direita em defesa daquele período e de dar legitimidade a um governo comandado por militares. Em outro trecho, afirma:
| “                        | "...a grande imprensa e outras instituições fizeram forte barragem discursiva em favor da queda de Goulart, em que mobilizaram à exaustão o tema do perigo vermelho (comunistas) para incrementar o clima de pânico. O certo é que ao sair dos quartéis as Forças Armadas desequilibraram a situação e promoveram a derrubada de Goulart, por isso seu papel foi essencial no golpe." | ” |
| — Rodrigo Patto Sá Motta | |   |

Uma reportagem do jornal The Intercept Brasil afirma que as supostas guerrilhas de Jango, o armamento em posse das Ligas Camponesas (o MST da época) e as infiltrações comunistas nas forças armadas não passavam de fantasia, e que o golpe de 64 ocorreu sem resistência, pois "resistência não havia". Além disso, as lutas armadas comunistas só apareceram após a implementação da ditadura, e não antes dela, e, na verdade, nunca colocaram em risco a democracia brasileira.